# Dubiaranea truncata
Dubiaranea truncata là một loài nhện trong họ Linyphiidae. Loài này được phát hiện ở Peru.